# Aedes guamensis
Aedes guamensis är en tvåvingeart som beskrevs av Farner och Richard Mitchell Bohart 1944. Aedes guamensis ingår i släktet Aedes och familjen stickmyggor. Inga underarter finns listade i Catalogue of Life.